# Modelo de los cinco grandes
En psicología, el modelo de los cinco grandes, conocido a veces como «el modelo de personalidad de cinco factores» o «modelo Ocean» (por sus siglas en inglés), es una taxonomía o agrupación  de cinco características únicas sugerida para estudiar los rasgos de la personalidad, desarrollada a partir de la década de 1980 en la teoría psicológica de los rasgos.
Los rasgos de personalidad incluyen patrones relativamente estables de cogniciones, creencias y comportamientos. Además, debido en parte a que los rasgos de personalidad están influidos por factores genéticos y experiencias vitales tempranas, son relativamente estables a lo largo del tiempo.Cuando se aplica análisis factorial a los datos de pruebas de personalidad, este revela asociaciones semánticas: algunas palabras utilizadas para describir aspectos de la personalidad se aplican a menudo a la misma persona. Por ejemplo, alguien descrito como concienzudo tiene más probabilidades de ser descrito como «siempre preparado» que como «desordenado». Estas asociaciones han sugerido cinco grandes dimensiones utilizadas en el lenguaje común para describir la personalidad, el temperamento y la psique humanas.El modelo de los Cinco Grandes ha funcionado como un potente marco teórico para sintetizar la mayor parte de la variación de tales patrones.
A partir de la década de 1990, la teoría identificó cinco factores entre la población estadounidense, cada uno de los cuales puede subdividirse en dos valores distintos. Existen traducciones ligeramente diferentes de los nombres de estos factores y valores al español,que se listan a continuación:
- Apertura a la experiencia (en inglés, Openness to Experience): un grado de curiosidad intelectual, ingenio, creatividad y preferencia por la novedad y la variedad, y una disposición a considerar ideas no convencionales. Incluye los valores: inventivo/curioso versus constante/cauteloso
- Escrupulosidad, Consciencia, Organización o Responsabilidad (en inglés, Conscientiousness): una tendencia a mostrar autodisciplina, planificación y organización, reflejando orden, cumplimiento, afán de logro, autodisciplina y deliberación. Incluye los valores:  eficiente/organizado versus extravagante/despreocupado
- Extraversión (en inglés, Extraversion): refleja emociones positivas, calidez, actividad, sociabilidad, gregarismo, asertividad y una tendencia a buscar estímulo en la compañía de otros. Incluye los valores: extrovertido/enérgico versus solitario/reservado
- Amabilidad, Agradabilidad o Afabilidad (en inglés, Agreeableness): una tendencia a ser prosocial y cooperativo con los demás en lugar de antagonista, reflejando la confianza, el altruismo, el cumplimiento y la modestia. Incluye los valores: amistoso/compasivo versus crítico/moralista
- Neuroticismo (en inglés, Neuroticism): una vulnerabilidad a emociones desagradables como la ansiedad, la ira, la hostilidad o la depresión. Incluye los valores: sensible/nervioso versus resistente/seguro de sí mismo

Los cinco rasgos o factores principales se suelen denominar tradicionalmente como: factor O (Openness o apertura a la experiencia), factor C (Conscientiousness o escrupulosidad), factor E (Extraversion o extraversión), factor A (Agreeableness o amabilidad) y factor N (Neuroticism o neuroticismo), los cinco forman en inglés el acrónimo mnemotécnico «OCEAN» o «CANOE». Debajo de cada factor global propuesto, hay una serie de factores primarios correlacionados y más específicos. Por ejemplo, la extraversión suele asociarse a cualidades como el gregarismo, la asertividad, la búsqueda de entusiasmo, la calidez, la actividad y las emociones positivas. Estos rasgos no son blancos o negros, sino que se sitúan en continuos.
Si bien existen otros esquemas de categorización, el Modelo de los Cinco Grandes se ha erigido como el marco dominante en el estudio de la personalidad. La conceptualización de los cinco factores de la personalidad se ha generalizado a través de diferentes medidas, culturas y fuentes de evaluación.

## Desarrollo
El modelo de los cinco grandes se creó para comprender la relación entre la personalidad y el logro académico. Fue definido por varios grupos independientes de investigadores que analizaron palabras que describían el comportamiento de las personas. Estos investigadores estudiaron primero las relaciones entre un gran número de palabras relacionadas con los rasgos de personalidad. Acortaron entre 5 y 10 veces las listas de estas palabras y, a continuación, utilizaron el análisis factorial para agrupar los rasgos restantes (con datos basados principalmente en las estimaciones de las personas, en cuestionarios de autoinforme y valoraciones de compañeros) con el fin de encontrar los factores básicos de la personalidad.
El modelo inicial fue avanzado por Ernest Tupes y Raymond Christal en 1958, pero no llegó a los estudiosos y científicos hasta la década de 1980. En 1990, J.M. Digman avanzó su modelo de cinco factores de la personalidad, que Lewis Goldberg situó en el nivel más alto de organización. Se ha descubierto que estos cinco dominios globales contienen la mayoría de los rasgos de personalidad conocidos y se supone que representan la estructura básica que subyace a todos ellos.
Al menos cuatro grupos de investigadores han trabajado de forma independiente durante décadas para reflejar los rasgos de personalidad en el lenguaje y han identificado principalmente los mismos cinco factores: Tupes y Christal fueron los primeros, seguidos de Goldberg en el Instituto de Investigación de Oregón, Cattell en la Universidad de Illinois y, por último, Costa y McCrae. Estos cuatro grupos de investigadores utilizaron métodos algo diferentes para encontrar los cinco rasgos, lo que hace que los grupos de cinco factores tengan nombres y significados diversos. Sin embargo, se ha descubierto que todos ellos están fuertemente correlacionados con sus factores correspondientes. Los estudios indican que los cinco grandes rasgos no son tan poderosos para predecir y explicar el comportamiento real como las facetas o rasgos primarios, que son más numerosos.
Cada uno de los cinco grandes rasgos de la personalidad contiene dos aspectos separados, pero correlacionados, que reflejan un nivel de personalidad inferior a los dominios amplios pero superior a las numerosas escalas de facetas que también forman parte de los cinco grandes. Los aspectos se etiquetan de la siguiente manera: volatilidad y retraimiento para neuroticismo; entusiasmo y asertividad para extraversión; intelecto y apertura para apertura a la experiencia; laboriosidad y orden para conciencia; y compasión y amabilidad para agradabilidad. Las personas que no encajan claramente en un solo factor de cada dimensión anterior se consideran adaptables, moderadas y razonables, pero sin principios, inescrutables y calculadoras.

## Descripciones de los rasgos particulares de la personalidad

### Apertura a la experiencia
La apertura a la experiencia es un aprecio general por el arte, la emoción, la aventura, las ideas inusuales, la imaginación, la curiosidad y la variedad de experiencias. Las personas abiertas a la experiencia son intelectualmente curiosas, abiertas a las emociones, sensibles a la belleza y dispuestas a probar cosas nuevas. Tienden a ser, en comparación con las personas cerradas, más creativas y más conscientes de sus sentimientos. También son más propensas a tener creencias poco convencionales. Las personas abiertas pueden ser percibidas como impredecibles o poco centradas, y más propensas a tener comportamientos de riesgo o a consumir drogas. Además, se dice que las personas muy abiertas persiguen la autorrealización buscando experiencias intensas y eufóricas. Por el contrario, los que tienen una apertura baja quieren realizarse perseverando y se caracterizan por ser pragmáticos y basarse en datos; a veces incluso se les percibe como dogmáticos y cerrados de mente. Sigue habiendo cierto desacuerdo sobre cómo interpretar y contextualizar el factor de la apertura, ya que este rasgo concreto carece de apoyo biológico. La apertura no ha mostrado una asociación significativa con ninguna región del cerebro, a diferencia de los otros cuatro rasgos, que sí la mostraron al utilizar imágenes cerebrales para detectar cambios en el volumen asociados a cada rasgo.
Ejemplos de ítems:
- Tengo un vocabulario rico.
- Tengo una gran imaginación.
- Tengo ideas excelentes.
- Comprendo las cosas con rapidez.
- Utilizo palabras difíciles.
- Dedico tiempo a reflexionar.
- Tengo muchas ideas.
- Me cuesta entender las ideas abstractas. (al revés)
- No me interesan las ideas abstractas. (Invertido)
- No tengo buena imaginación. (Invertido)

### Escrupulosidad, Consciencia, Organización o Responsabilidad
La escrupulosidad es una tendencia a la autodisciplina, a actuar con diligencia y a esforzarse por conseguir logros a pesar de las medidas o las expectativas externas. Está relacionada con el nivel de control, regulación y dirección de los impulsos de las personas. Un alto grado de concienciación suele percibirse como una persona obstinada y centrada. La baja concienciación se asocia con la flexibilidad y la espontaneidad, pero también puede aparecer como dejadez y falta de fiabilidad. Un nivel alto de conciencia indica una preferencia por el comportamiento planificado en lugar del espontáneo. El nivel medio de conciencia aumenta entre los adultos jóvenes y disminuye entre los adultos mayores.
Ejemplos de ítems:
- Siempre estoy preparado.
- Presto atención a los detalles.
- Hago las tareas enseguida.
- Sigo un horario.
- Soy exigente en mi trabajo.
- No me gusta el orden. (Invertido)
- Dejo mis pertenencias por ahí. (Invertido)
- Desordeno las cosas. (Invertido)
- A menudo me olvido de poner las cosas en su sitio. (Invertido)
- No cumplo con mis obligaciones. (Invertido)

### Extraversión
La extraversión se caracteriza por la amplitud de actividades (en contraposición a la profundidad), la urgencia de actividades/situaciones externas y la creación de energía a partir de medios externos. Este rasgo se caracteriza por un fuerte compromiso con el mundo exterior. Los extravertidos disfrutan interactuando con la gente y a menudo se les percibe como personas enérgicas. Suelen ser entusiastas y estar orientados a la acción. Poseen una gran visibilidad de grupo, les gusta hablar y hacerse valer. Los extravertidos pueden parecer más dominantes en entornos sociales, a diferencia de los introvertidos en ese entorno.
Los introvertidos tienen un menor compromiso social y niveles de energía que los extravertidos. Tienden a parecer callados, discretos, deliberados y menos implicados en el mundo social. Su falta de implicación social no debe interpretarse como timidez o depresión, sino como una mayor independencia de su mundo social que los extravertidos. Los introvertidos necesitan menos estímulos y más tiempo a solas que los extravertidos. Esto no significa que sean antipáticos o asociales, sino que son distantes y reservados en situaciones sociales.
En general, las personas son una combinación de extraversión e introversión, y el psicólogo de la personalidad Hans Eysenck sugirió un modelo según el cual las diferencias en sus cerebros producen estos rasgos.: 106 
Ejemplos de ítems:
- Soy el alma de la fiesta.
- Me siento cómodo con la gente.
- Inicio conversaciones.
- Hablo con mucha gente en las fiestas.
- No me importa ser el centro de atención.
- No hablo mucho (al revés).
- Me mantengo en un segundo plano. (Invertido)
- Tengo poco que decir. (Invertido)
- No me gusta llamar la atención. (Invertido)
- Soy callado con los extraños. (Invertido)

### Amabilidad,  Agradabilidad o Afabilidad
La amabilidad es la preocupación general por la armonía social. Las personas agradables valoran llevarse bien con los demás. Suelen ser consideradas, amables, generosos, confiados y dignos de confianza, serviciales y dispuestos a comprometer sus intereses con los demás. También tienen una visión optimista de la naturaleza humana.
Las personas desagradables anteponen el interés propio a llevarse bien con los demás. Por lo general, no se preocupan por el bienestar de los demás y son menos propensos a sacrificarse por los demás. A veces, su escepticismo sobre los motivos de los demás les lleva a ser desconfiados, antipáticos y poco colaboradores. Las personas desagradables suelen ser competitivas o desafiantes, lo que puede interpretarse como que discuten o no son de fiar.
Dado que la amabilidad es un rasgo social, las investigaciones han demostrado que la amabilidad de una persona se correlaciona positivamente con la calidad de las relaciones con los miembros de su equipo. La amabilidad también predice positivamente las habilidades de liderazgo transformacional. En un estudio realizado entre 169 participantes que ocupaban puestos directivos en diversas profesiones, se les pidió que realizaran un test de personalidad y que fueran evaluados directamente por subordinados supervisados. Los líderes muy agradables tenían más probabilidades de ser considerados transformacionales que transaccionales. Aunque la relación no era fuerte (r=0,32, β=0,28, p<0,01), era el rasgo más fuerte de los Cinco Grandes. Sin embargo, el mismo estudio no pudo predecir la eficacia del liderazgo evaluada por el supervisor directo del líder.
Por el contrario, se ha descubierto que la amabilidad está negativamente relacionada con el liderazgo transaccional en el ejército. Un estudio de unidades militares asiáticas demostró que las personas agradables tienen más probabilidades de ser malos líderes transaccionales. Por lo tanto, si se sigue investigando, las organizaciones podrán determinar el potencial de rendimiento de un individuo en función de sus rasgos de personalidad. Por ejemplo, en su artículo «¿Qué atributos de personalidad son más importantes en el lugar de trabajo?» Paul Sackett y Philip Walmsley afirman que la concienciación y la agradabilidad son «importantes para el éxito en muchos trabajos diferentes».
Ejemplos de ítems:
- Me interesan las personas.
- Simpatizo con los sentimientos de los demás.
- Tengo un corazón blando.
- Dedico tiempo a los demás.
- Siento las emociones de los demás.
- Hago que la gente se sienta a gusto.
- No me interesan los demás. (Invertido)
- Insulto a los demás. (Invertido)
- No me interesan los problemas de los demás. (Invertido)
- Me preocupo poco por los demás. (Invertido)

### Neuroticismo
El neuroticismo es la tendencia a tener fuertes emociones negativas, como ira, ansiedad o depresión. A veces se denomina inestabilidad emocional, o se invierte y se denomina estabilidad emocional. Según la teoría de la personalidad de Hans Eysenck (1967), el neuroticismo se asocia a una baja tolerancia al estrés o a cambios que desagradan fuertemente. El neuroticismo es un rasgo clásico del temperamento que se ha estudiado en la investigación del temperamento durante décadas, antes de que fuera adaptado por el Modelo de los Cinco Factores. Las personas neuróticas son emocionalmente reactivas y vulnerables al estrés. Son más propensas a interpretar situaciones ordinarias como amenazantes. Pueden percibir frustraciones menores como irremediablemente difíciles. También tienden a ser superficiales en la forma de expresar sus emociones. Sus reacciones emocionales negativas tienden a permanecer durante periodos de tiempo inusualmente largos, lo que significa que a menudo están de mal humor. Por ejemplo, el neuroticismo está relacionado con el pesimismo hacia el trabajo, con la certeza de que el trabajo entorpece las relaciones personales y con niveles más altos de ansiedad por las presiones en el trabajo. Además, las personas neuróticas pueden mostrar una mayor reactividad de la conductancia cutánea que las personas tranquilas y serenas. Estos problemas en la regulación emocional pueden hacer que una persona neurótica piense con menos claridad, tome peores decisiones y afronte el estrés con menos eficacia. Sentirse decepcionado con los logros de la propia vida puede hacer que uno sea más neurótico y aumentar las probabilidades de caer en una depresión clínica. Además, las personas neuróticas tienden a experimentar más acontecimientos vitales negativos, pero el neuroticismo también cambia en respuesta a las experiencias vitales positivas y negativas. Asimismo, las personas neuróticas tienden a tener un peor bienestar psicológico.
En el otro extremo de la escala, los individuos menos neuróticos se alteran con menos facilidad y son menos reactivos emocionalmente. Suelen estar tranquilos, emocionalmente estables y libres de sentimientos negativos persistentes. La ausencia de sentimientos negativos no significa que las personas con puntuaciones bajas experimenten muchos sentimientos positivos; esto está relacionado con la extraversión.
El neuroticismo es similar pero no idéntico a ser neurótico en el sentido freudiano (es decir, neurosis).
Ejemplos de ítems:
- Me estreso con facilidad.
- Me preocupo por las cosas.
- Me altero con facilidad.
- Me altero con facilidad.
- Cambio mucho de humor.
- Tengo frecuentes cambios de humor.
- Me irrito con facilidad.
- A menudo me siento triste.
- Estoy relajado la mayor parte del tiempo. (Invertido)
- Rara vez me siento triste. (Invertido)